# Полкова вулиця (Київ)
Полкова́ ву́лиця — вулиця в Подільському районі міста Києва, місцевість Біличе поле. Пролягає від Замковецького провулку до тупика.
Прилучаються Копайгородська вулиця, Таврійський, Білицький та Парковий провулки, Переяславська, Опільська, Глухівська та Хотинська вулиці, Голубиний провулок, Городищенська та Зимова вулиці, Піхотний і Полковий провулки, вулиці Межова вулиця, Сергія Данченка та Івана Кавалерідзе.

## Історія
Вулиця виникла у середині XX століття як сполучення двох вулиць: 83-ї Нової, що в 1944 році отримала сучасну назву, і 118-ї Нової, що у 1944 році отримала назву вулиця Курина (за деякими джерелами — Курінна вулиця). Об'єднані під сучасною назвою у 1952 році.